# 何鹿郡
- 令制国一覧 > 山陰道 > 丹波国 > 何鹿郡
- 日本 > 近畿地方 > 京都府 > 何鹿郡

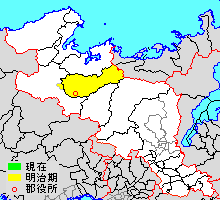
京都府何鹿郡の位置

何鹿郡（いかるがぐん）は、京都府（丹波国）にあった郡。

## 郡域
1879年（明治12年）に行政区画として発足した当時の郡域は、下記の区域にあたる。
- 綾部市
- 福知山市の一部（報恩寺・印内・山野口・私市）

## 歴史

### 古代

#### 郷
『和名類聚抄』に見える郡内の郷。
- 賀美郷
- 拝師郷
- 八田郷
- 吉美郷
- 物部郷
- 吾雀郷
- 小幡郷
- 高殿郷
- 私部郷
- 栗村郷
- 高津郷
- 志麻郷
- 文井郷
- 漢部郷
- 餘戸郷
- 三方郷

#### 式内社
『延喜式』神名帳に記される郡内の式内社。
| 神名帳              | 神名帳     | 神名帳 | 神名帳         | 比定社                  | 比定社                       | 比定社 | 集成 |
| 社名                | 読み       | 格     | 付記           | 社名                    | 所在地                       | 備考   | 集成 |
| ------------------- | ---------- | ------ | -------------- | ----------------------- | ---------------------------- | ------ | ---- |
| 何鹿郡 12座（並小） |            |        |                |                         |                              |        |      |
| 須波伎部神社        | スハキヘノ | 小     |                | 須波岐部神社            | 京都府綾部市物部町横椽       |        |      |
| 阿比地神社          | アヒチノ   | 小     |                | 阿毘地神社              | 京都府福知山市興             |        |      |
| 阿須々伎神社        | アススキノ | 小     |                | （論）阿須須岐神社      | 京都府綾部市金河内町東谷     |        |      |
| 阿須々伎神社        | アススキノ | 小     | （論）篠田神社 | 京都府綾部市篠田町宮ﾉ下 |                              |        |      |
| 御手槻神社          | ミテツキノ | 小     |                | 御手槻神社              | 京都府綾部市位田町岩井       |        |      |
| 佐陁神社            | サタノ     | 小     |                | （論）大川神社          | 京都府綾部市栗町上村         |        |      |
| 佐陁神社            | サタノ     | 小     | （論）澤神社   | 京都府綾部市栗町裏山    |                              |        |      |
| 珂牟奈備神社        | カムナヒノ | 小     |                | 河牟奈備神社            | 京都府綾部市十倉名畑町古気良 |        |      |
| 伊也神社            | イヤノ     | 小     |                | 伊也神社                | 京都府綾部市広瀬町城山       |        |      |
| 赤国神社            | アカクニノ | 小     |                | 赤國神社                | 京都府綾部市舘町宮ノ前       |        |      |
| 高蔵神社            | タカクラノ | 小     |                | 高蔵神社                | 京都府綾部市西坂町宮ケ嶽     |        |      |
| 佐須我神社          | サスカノ   | 小     |                | 佐須賀神社              | 京都府福知山市私市小字宮ノ下 |        |      |
| 島万神社            | シママノ   | 小     |                | 島萬神社                | 京都府綾部市中筋町岩ケ下     |        |      |
| 福太神社            | フクタノ   | 小     |                | 福太神社                | 京都府綾部市上八田町寺垣     |        |      |
| 凡例を表示          |            |        |                |                         |                              |        |      |

1. ↑  2字目は「こざと偏に「施」の右部」。

### 近世以降の沿革
- 「旧高旧領取調帳」に記載されている明治初年時点での支配は以下の通り。篠山藩領4村は幕末時点では京都代官が管轄する幕府領であったが、明治2年に領地替えとなった[1]。（1町132村)

| 知行         | 知行                               | 村数     | 村名 |
| ------------ | ---------------------------------- | -------- | --- |
| 幕府領       | 旗本領                             | 41村     | 和木村、高倉村、星原村、赤目坂村、金河内村、内久井村、日尾村、大日村、中村（現・綾部市中山町）、安国寺村、梅迫村、箕内村、大股村、中河原村、下村、黒谷村、奥黒谷村、小山村、十倉村、井根村、武吉村、佃村、念道村、忠村、浅原村、西屋神谷村、大町村（現・綾部市五津合町）、日置殿村、日置谷村、石橋村、山田村、馬場村、瀬尾谷村、弓削村、志古田村、鳥垣村、有安村、草壁村、川原村、八代村、古和木村 |
| 藩領         | 丹波綾部藩                         | 30村     | 綾部村、野田村、味方村、寺村、新宮村、坪内村、青野村、井倉村、井倉新町村、中村（現・綾部市綾中町）、神宮寺村、田野村、延村、安場村、岡村、大島村、高津村、栗村、小貝村、石原村、舘村、大畠村、長砂村、福垣村、三宅村、小崎新田、今田村、小西村、鍛冶屋村、中村（現・綾部市小畑町中村） |
| 藩領         | 丹波山家藩                         | 1町 34村 | 鷹栖村、広瀬村、釜輪村、橋上村、戸奈瀬村、上原村、下原村、西原村、有岡村、多田村、志賀町、遅岫村、別所村、向田村、池村、淵垣村、岡安村、大安村、島間村、西屋村、寺垣村、大町村（現・綾部市中筋町）、福田村、平山村、岩王子村、佐里村、辻村、水梨村、市野瀬村、市志村、小中村、光野村、栃村、市茅野村、大唐内村                                                                                     |
| 藩領         | 丹波園部藩                         | 8村      | 西保村、真野村、小田村、引地村、長野村、遊里村、清水村、山内村 |
| 藩領         | 丹波柏原藩                         | 2村      | 志賀村、坊河内村 |
| 藩領         | 丹波篠山藩                         | 2村      | 印内村、山野口村 |
| 藩領         | 綾部藩・柏原藩                     | 1村      | 新庄村 |
| 藩領         | 山家藩・柏原藩                     | 2村      | 西方村、高槻村 |
| 幕府領・藩領 | 旗本領・綾部藩・柏原藩・武蔵岡部藩 | 1村      | 物部村 |
| 幕府領・藩領 | 旗本領・山家藩                     | 6村      | 小呂村、里村、中村（現・綾部市志賀郷町）、勢期村、下八田村、睦志村 |
| 幕府領・藩領 | 旗本領・山家藩・柏原藩             | 1村      | 位田村 |
| 幕府領・藩領 | 旗本領・園部藩                     | 1村      | 白道路村 |
| 幕府領・藩領 | 旗本領・柏原藩・篠山藩             | 1村      | 報恩寺村 |
| 幕府領・藩領 | 旗本領・篠山藩                     | 1村      | 上杉村 |
| 幕府領・藩領 | 旗本領・陸奥湯長谷藩               | 1村      | 私市村 |

- 慶応4年
  - 4月 - 岡部藩が藩庁を移転して三河半原藩となる。
  - 閏4月28日（1868年6月18日） - 旗本領が久美浜県の管轄となる。
- 明治4年
  - 7月14日（1871年8月29日） - 廃藩置県により、藩領が綾部県、山家県、園部県、柏原県、篠山県、半原県、湯長谷県の管轄となる。
  - 11月2日（1871年12月13日） - 第1次府県統合により、湯長谷県の管轄地域が平県、篠山県の管轄地域が豊岡県の管轄となる。
  - 11月15日（1871年12月26日） - 第1次府県統合により、半原県の管轄地域が額田県の管轄となる。
  - 11月22日（1872年1月2日） - 第1次府県統合により、全域が京都府の管轄となる。
- 明治7年（1874年） - 以下の村の統合が行われる。（1町97村）
  - 於与岐村 ← 箕内村・大股村・中河原村・下村
  - 睦合村 ← 小山村・念道村・浅原村・真野村・小田村・引地村
  - 十根村 ← 十倉村・井根村
  - 建田村 ← 武吉村・佃村・忠村
  - 八津合村 ← 西屋神谷村・日置殿村・日置谷村・石橋村・山田村・馬場村・瀬尾谷村
  - 五津合村 ← 大町村（現・綾部市五津合町）・弓削村・遊里村・清水村・睦志村
  - 睦寄村 ← 志古田村・鳥垣村・有安村・草壁村・長野村・山内村
  - 故屋岡村 ← 川原村・八代村・古和木村・小中村
  - 老富村 ← 光野村・栃村・市茅野村・大唐内村
  - 五泉村 ← 辻村・水梨村・市野瀬村・市志村
- 明治9年（1876年） - 以下の村の統合が行われる。（83村）
  - 西坂村 ← 赤目坂村・西保村
  - 両河内村 ← 金河内村・坊河内村
  - 中筋村 ← 日尾村・大安村（現・綾部市中筋町）・島間村・西屋村
  - 七百石村 ← 大日村・大町村・平山村・岩王子村
  - 本宮村 ← 新宮村・坪内村
  - 上八田村 ← 寺垣村・福田村・佐里村・勢期村
  - 志賀郷村 ← 志賀町・志賀村・池村・中村（現・綾部市志賀郷町）
- 明治12年（1879年）4月10日 - 郡区町村編制法の京都府での施行により、行政区画としての何鹿郡が発足。郡役所が綾部（町分）に設置。
- 明治14年（1881年）（2町83村）
  - 綾部村の一部（町分）が綾部町となる。
  - 本宮村の一部（町分）が本宮町となる。
- 明治15年（1882年） - 中村（現・綾部市中山町）が中山村に、中村（現・綾部市綾中町）が綾中村にそれぞれ改称。

### 町村制以降の沿革

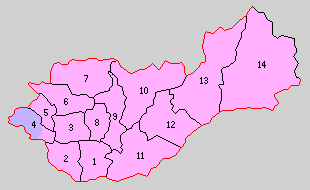
1.綾部町 2.中筋村 3.以久田村 4.佐賀村 5.小畑村 6.物部村 7.志賀郷村 8.吉美村 9.西八田村 10.東八田村 11.山家村 12.口上林村 13.中上林村 14.奥上林村（紫：福知山市 桃：綾部市）

- 明治22年（1889年）4月1日 - 町村制の施行により、下記の町村が発足。特記以外は全域が現・綾部市。（1町13村）
  - 綾部町 ← 綾部町、本宮町、本宮村、野田村、味方村、青野村、井倉村、井倉新町村、神宮寺村、綾中村、寺村、田野村、綾部村
  - 中筋村 ← 大島村、延村、岡村、高津村、安場村
  - 以久田村 ← 栗村、位田村、大畠村、今田村、舘村、福垣村、三宅村、長砂村、小崎新田
  - 佐賀村 ← 報恩寺村、印内村、山野口村（現・福知山市）、私市村（現・福知山市、綾部市）、小貝村、石原村（現・綾部市）
  - 小畑村 ← 鍛冶屋村、中村［現・綾部市小畑町］、小西村
  - 物部村 ← 物部村、白道路村、新庄村、西坂村
  - 志賀郷村 ← 志賀郷村、向田村、遅岫村、別所村、西方村、両河内村、内久井村
  - 吉美村 ← 有岡村、里村、高倉村、小呂村、星原村、多田村
  - 西八田村 ← 淵垣村、下八田村、岡安村、七百石村、上八田村、中筋村
  - 東八田村 ← 梅迫村、中山村、安国寺村、高槻村、上杉村、於与岐村、黒谷村、奥黒谷村
  - 山家村 ← 鷹栖村、戸奈瀬村、釜輪村、橋上村、広瀬村、上原村、西原村、和木村、下原村
  - 口上林村 ← 建田村、十根村
  - 中上林村 ← 八津合村、五泉村、睦合村、五津合村
  - 奥上林村 ← 故屋岡村、睦寄村、老富村
- 明治32年（1899年）7月1日 - 郡制を施行。
- 大正12年（1923年）4月1日 - 郡会が廃止。郡役所は存続。
- 大正15年（1926年）7月1日 - 郡役所が廃止。以降は地域区分名称となる。
- 昭和24年（1949年）7月1日 - 以久田村が小畑村を編入のうえ改称して豊里村となる。（1町12村）
- 昭和25年（1950年）8月1日 - 綾部町・中筋村・吉美村・山家村・西八田村・東八田村・口上林村が合併して綾部市が発足し、郡より離脱。（6村）
- 昭和30年（1955年）4月10日 - 豊里村・物部村・志賀郷村・中上林村・奥上林村が綾部市に編入。（1村）
- 昭和31年（1956年）9月30日 - 佐賀村が分割し、一部（石原・小貝および私市の一部）が綾部市に、残部（報恩寺・印内・山野口および私市の残部）が福知山市に編入。同日何鹿郡消滅。

### 変遷表
| 明治以前   | 明治以前   | 明治元年 - 明治10年 | 明治11年 - 明治22年  | 明治22年 4月1日 町村制施行 | 明治22年 - 昭和25年                           | 昭和26年 - 現在                | 現在     |
| ---------- | ---------- | ------------------- | -------------------- | -------------------------- | --------------------------------------------- | ------------------------------ | -------- |
| 綾部村     | 村分       | 綾部村              | 綾部村               | 綾部町                     | 昭和25年8月1日 綾部市                         | 綾部市                         | 綾部市   |
| 綾部村     | 町分       | 綾部村              | 明治14年 分立 綾部町 | 綾部町                     | 昭和25年8月1日 綾部市                         | 綾部市                         | 綾部市   |
| 新宮村     | 村分       | 本宮村              | 本宮村               | 綾部町                     | 昭和25年8月1日 綾部市                         | 綾部市                         | 綾部市   |
| 新宮村     | 町分       | 本宮村              | 明治14年 分立 本宮町 | 綾部町                     | 昭和25年8月1日 綾部市                         | 綾部市                         | 綾部市   |
| 坪内村     | 町分       | 本宮村              | 明治14年 分立 本宮町 | 綾部町                     | 昭和25年8月1日 綾部市                         | 綾部市                         | 綾部市   |
| 坪内村     | 村分       | 本宮村              | 本宮村               | 綾部町                     | 昭和25年8月1日 綾部市                         | 綾部市                         | 綾部市   |
| 野田村     | 野田村     | 野田村              | 野田村               | 綾部町                     | 昭和25年8月1日 綾部市                         | 綾部市                         | 綾部市   |
| 味方村     | 味方村     | 味方村              | 味方村               | 綾部町                     | 昭和25年8月1日 綾部市                         | 綾部市                         | 綾部市   |
| 青野村     | 青野村     | 青野村              | 青野村               | 綾部町                     | 昭和25年8月1日 綾部市                         | 綾部市                         | 綾部市   |
| 井倉村     | 井倉村     | 井倉村              | 井倉村               | 綾部町                     | 昭和25年8月1日 綾部市                         | 綾部市                         | 綾部市   |
| 井倉新町村 | 井倉新町村 | 井倉新町村          | 井倉新町村           | 綾部町                     | 昭和25年8月1日 綾部市                         | 綾部市                         | 綾部市   |
| 神宮寺村   | 神宮寺村   | 神宮寺村            | 神宮寺村             | 綾部町                     | 昭和25年8月1日 綾部市                         | 綾部市                         | 綾部市   |
| 中村       | 中村       | 中村                | 明治15年 改称 綾中村 | 綾部町                     | 昭和25年8月1日 綾部市                         | 綾部市                         | 綾部市   |
| 寺村       | 寺村       | 寺村                | 寺村                 | 綾部町                     | 昭和25年8月1日 綾部市                         | 綾部市                         | 綾部市   |
| 田野村     | 田野村     | 田野村              | 田野村               | 綾部町                     | 昭和25年8月1日 綾部市                         | 綾部市                         | 綾部市   |
| 大島村     | 大島村     | 大島村              | 大島村               | 中筋村                     | 昭和25年8月1日 綾部市                         | 綾部市                         | 綾部市   |
| 延村       | 延村       | 延村                | 延村                 | 中筋村                     | 昭和25年8月1日 綾部市                         | 綾部市                         | 綾部市   |
| 岡村       | 岡村       | 岡村                | 岡村                 | 中筋村                     | 昭和25年8月1日 綾部市                         | 綾部市                         | 綾部市   |
| 高津村     | 高津村     | 高津村              | 高津村               | 中筋村                     | 昭和25年8月1日 綾部市                         | 綾部市                         | 綾部市   |
| 安場村     | 安場村     | 安場村              | 安場村               | 中筋村                     | 昭和25年8月1日 綾部市                         | 綾部市                         | 綾部市   |
| 有岡村     | 有岡村     | 有岡村              | 有岡村               | 吉美村                     | 昭和25年8月1日 綾部市                         | 綾部市                         | 綾部市   |
| 里村       | 里村       | 里村                | 里村                 | 吉美村                     | 昭和25年8月1日 綾部市                         | 綾部市                         | 綾部市   |
| 高倉村     | 高倉村     | 高倉村              | 高倉村               | 吉美村                     | 昭和25年8月1日 綾部市                         | 綾部市                         | 綾部市   |
| 小呂村     | 小呂村     | 小呂村              | 小呂村               | 吉美村                     | 昭和25年8月1日 綾部市                         | 綾部市                         | 綾部市   |
| 星原村     | 星原村     | 星原村              | 星原村               | 吉美村                     | 昭和25年8月1日 綾部市                         | 綾部市                         | 綾部市   |
| 多田村     | 多田村     | 多田村              | 多田村               | 吉美村                     | 昭和25年8月1日 綾部市                         | 綾部市                         | 綾部市   |
| 鷹栖村     | 鷹栖村     | 鷹栖村              | 鷹栖村               | 山家村                     | 昭和25年8月1日 綾部市                         | 綾部市                         | 綾部市   |
| 戸奈瀬村   | 戸奈瀬村   | 戸奈瀬村            | 戸奈瀬村             | 山家村                     | 昭和25年8月1日 綾部市                         | 綾部市                         | 綾部市   |
| 釜輪村     | 釜輪村     | 釜輪村              | 釜輪村               | 山家村                     | 昭和25年8月1日 綾部市                         | 綾部市                         | 綾部市   |
| 橋上村     | 橋上村     | 橋上村              | 橋上村               | 山家村                     | 昭和25年8月1日 綾部市                         | 綾部市                         | 綾部市   |
| 広瀬村     | 広瀬村     | 広瀬村              | 広瀬村               | 山家村                     | 昭和25年8月1日 綾部市                         | 綾部市                         | 綾部市   |
| 上原村     | 上原村     | 上原村              | 上原村               | 山家村                     | 昭和25年8月1日 綾部市                         | 綾部市                         | 綾部市   |
| 西原村     | 西原村     | 西原村              | 西原村               | 山家村                     | 昭和25年8月1日 綾部市                         | 綾部市                         | 綾部市   |
| 和木村     | 和木村     | 和木村              | 和木村               | 山家村                     | 昭和25年8月1日 綾部市                         | 綾部市                         | 綾部市   |
| 下原村     | 下原村     | 下原村              | 下原村               | 山家村                     | 昭和25年8月1日 綾部市                         | 綾部市                         | 綾部市   |
| 淵垣村     | 淵垣村     | 淵垣村              | 淵垣村               | 西八田村                   | 昭和25年8月1日 綾部市                         | 綾部市                         | 綾部市   |
| 下八田村   | 下八田村   | 下八田村            | 下八田村             | 西八田村                   | 昭和25年8月1日 綾部市                         | 綾部市                         | 綾部市   |
| 岡安村     | 岡安村     | 岡安村              | 岡安村               | 西八田村                   | 昭和25年8月1日 綾部市                         | 綾部市                         | 綾部市   |
| 大日村     | 大日村     | 明治9年 七百石村    | 七百石村             | 西八田村                   | 昭和25年8月1日 綾部市                         | 綾部市                         | 綾部市   |
| 大町村     |            | 明治9年 七百石村    | 七百石村             | 西八田村                   | 昭和25年8月1日 綾部市                         | 綾部市                         | 綾部市   |
| 平山村     |            | 明治9年 七百石村    | 七百石村             | 西八田村                   | 昭和25年8月1日 綾部市                         | 綾部市                         | 綾部市   |
| 岩王子村   |            | 明治9年 七百石村    | 七百石村             | 西八田村                   | 昭和25年8月1日 綾部市                         | 綾部市                         | 綾部市   |
| 寺垣村     | 寺垣村     | 明治9年 上八田村    | 上八田村             | 西八田村                   | 昭和25年8月1日 綾部市                         | 綾部市                         | 綾部市   |
| 福田村     |            | 明治9年 上八田村    | 上八田村             | 西八田村                   | 昭和25年8月1日 綾部市                         | 綾部市                         | 綾部市   |
| 佐里村     |            | 明治9年 上八田村    | 上八田村             | 西八田村                   | 昭和25年8月1日 綾部市                         | 綾部市                         | 綾部市   |
| 勢期村     |            | 明治9年 上八田村    | 上八田村             | 西八田村                   | 昭和25年8月1日 綾部市                         | 綾部市                         | 綾部市   |
| 大安村     | 大安村     | 明治9年 中筋村      | 中筋村               | 西八田村                   | 昭和25年8月1日 綾部市                         | 綾部市                         | 綾部市   |
| 日尾村     |            | 明治9年 中筋村      | 中筋村               | 西八田村                   | 昭和25年8月1日 綾部市                         | 綾部市                         | 綾部市   |
| 島間村     |            | 明治9年 中筋村      | 中筋村               | 西八田村                   | 昭和25年8月1日 綾部市                         | 綾部市                         | 綾部市   |
| 西屋村     |            | 明治9年 中筋村      | 中筋村               | 西八田村                   | 昭和25年8月1日 綾部市                         | 綾部市                         | 綾部市   |
| 梅迫村     | 梅迫村     | 梅迫村              | 梅迫村               | 東八田村                   | 昭和25年8月1日 綾部市                         | 綾部市                         | 綾部市   |
| 中村       | 中村       | 中村                | 明治15年 改称 中山村 | 東八田村                   | 昭和25年8月1日 綾部市                         | 綾部市                         | 綾部市   |
| 安国寺村   | 安国寺村   | 安国寺村            | 安国寺村             | 東八田村                   | 昭和25年8月1日 綾部市                         | 綾部市                         | 綾部市   |
| 高槻村     | 高槻村     | 高槻村              | 高槻村               | 東八田村                   | 昭和25年8月1日 綾部市                         | 綾部市                         | 綾部市   |
| 上杉村     | 上杉村     | 上杉村              | 上杉村               | 東八田村                   | 昭和25年8月1日 綾部市                         | 綾部市                         | 綾部市   |
| 黒谷村     | 黒谷村     | 黒谷村              | 黒谷村               | 東八田村                   | 昭和25年8月1日 綾部市                         | 綾部市                         | 綾部市   |
| 奥黒谷村   | 奥黒谷村   | 奥黒谷村            | 奥黒谷村             | 東八田村                   | 昭和25年8月1日 綾部市                         | 綾部市                         | 綾部市   |
| 箕内村     | 箕内村     | 明治7年 於与岐村    | 於与岐村             | 東八田村                   | 昭和25年8月1日 綾部市                         | 綾部市                         | 綾部市   |
| 大股村     |            | 明治7年 於与岐村    | 於与岐村             | 東八田村                   | 昭和25年8月1日 綾部市                         | 綾部市                         | 綾部市   |
| 中河原村   |            | 明治7年 於与岐村    | 於与岐村             | 東八田村                   | 昭和25年8月1日 綾部市                         | 綾部市                         | 綾部市   |
| 下村       |            | 明治7年 於与岐村    | 於与岐村             | 東八田村                   | 昭和25年8月1日 綾部市                         | 綾部市                         | 綾部市   |
| 武吉村     | 武吉村     | 明治7年 建田村      | 建田村               | 口上林村                   | 昭和25年8月1日 綾部市                         | 綾部市                         | 綾部市   |
| 佃村       |            | 明治7年 建田村      | 建田村               | 口上林村                   | 昭和25年8月1日 綾部市                         | 綾部市                         | 綾部市   |
| 忠村       |            | 明治7年 建田村      | 建田村               | 口上林村                   | 昭和25年8月1日 綾部市                         | 綾部市                         | 綾部市   |
| 十倉村     | 十倉村     | 明治7年 十根村      | 十根村               | 口上林村                   | 昭和25年8月1日 綾部市                         | 綾部市                         | 綾部市   |
| 井根村     |            | 明治7年 十根村      | 十根村               | 口上林村                   | 昭和25年8月1日 綾部市                         | 綾部市                         | 綾部市   |
| 西屋神谷村 | 西屋神谷村 | 明治7年 八津合村    | 八津合村             | 中上林村                   | 中上林村                                      | 昭和30年4月10日 綾部市に編入   | 綾部市   |
| 日置殿村   |            | 明治7年 八津合村    | 八津合村             | 中上林村                   | 中上林村                                      | 昭和30年4月10日 綾部市に編入   | 綾部市   |
| 日置谷村   |            | 明治7年 八津合村    | 八津合村             | 中上林村                   | 中上林村                                      | 昭和30年4月10日 綾部市に編入   | 綾部市   |
| 石橋村     |            | 明治7年 八津合村    | 八津合村             | 中上林村                   | 中上林村                                      | 昭和30年4月10日 綾部市に編入   | 綾部市   |
| 山田村     |            | 明治7年 八津合村    | 八津合村             | 中上林村                   | 中上林村                                      | 昭和30年4月10日 綾部市に編入   | 綾部市   |
| 馬場村     |            | 明治7年 八津合村    | 八津合村             | 中上林村                   | 中上林村                                      | 昭和30年4月10日 綾部市に編入   | 綾部市   |
| 瀬尾谷村   |            | 明治7年 八津合村    | 八津合村             | 中上林村                   | 中上林村                                      | 昭和30年4月10日 綾部市に編入   | 綾部市   |
| 辻村       | 辻村       | 明治7年 五泉村      | 五泉村               | 中上林村                   | 中上林村                                      | 昭和30年4月10日 綾部市に編入   | 綾部市   |
| 水梨村     |            | 明治7年 五泉村      | 五泉村               | 中上林村                   | 中上林村                                      | 昭和30年4月10日 綾部市に編入   | 綾部市   |
| 市野瀬村   |            | 明治7年 五泉村      | 五泉村               | 中上林村                   | 中上林村                                      | 昭和30年4月10日 綾部市に編入   | 綾部市   |
| 市志村     |            | 明治7年 五泉村      | 五泉村               | 中上林村                   | 中上林村                                      | 昭和30年4月10日 綾部市に編入   | 綾部市   |
| 小山村     | 小山村     | 明治7年 睦合村      | 睦合村               | 中上林村                   | 中上林村                                      | 昭和30年4月10日 綾部市に編入   | 綾部市   |
| 念道村     |            | 明治7年 睦合村      | 睦合村               | 中上林村                   | 中上林村                                      | 昭和30年4月10日 綾部市に編入   | 綾部市   |
| 浅原村     |            | 明治7年 睦合村      | 睦合村               | 中上林村                   | 中上林村                                      | 昭和30年4月10日 綾部市に編入   | 綾部市   |
| 真野村     |            | 明治7年 睦合村      | 睦合村               | 中上林村                   | 中上林村                                      | 昭和30年4月10日 綾部市に編入   | 綾部市   |
| 小田村     |            | 明治7年 睦合村      | 睦合村               | 中上林村                   | 中上林村                                      | 昭和30年4月10日 綾部市に編入   | 綾部市   |
| 引地村     |            | 明治7年 睦合村      | 睦合村               | 中上林村                   | 中上林村                                      | 昭和30年4月10日 綾部市に編入   | 綾部市   |
| 大町村     | 大町村     | 明治7年 五津合村    | 五津合村             | 中上林村                   | 中上林村                                      | 昭和30年4月10日 綾部市に編入   | 綾部市   |
| 弓削村     |            | 明治7年 五津合村    | 五津合村             | 中上林村                   | 中上林村                                      | 昭和30年4月10日 綾部市に編入   | 綾部市   |
| 遊里村     |            | 明治7年 五津合村    | 五津合村             | 中上林村                   | 中上林村                                      | 昭和30年4月10日 綾部市に編入   | 綾部市   |
| 清水村     |            | 明治7年 五津合村    | 五津合村             | 中上林村                   | 中上林村                                      | 昭和30年4月10日 綾部市に編入   | 綾部市   |
| 睦志村     |            | 明治7年 五津合村    | 五津合村             | 中上林村                   | 中上林村                                      | 昭和30年4月10日 綾部市に編入   | 綾部市   |
| 川原村     | 川原村     | 明治7年 故屋岡村    | 故屋岡村             | 奥上林村                   | 奥上林村                                      | 昭和30年4月10日 綾部市に編入   | 綾部市   |
| 八代村     |            | 明治7年 故屋岡村    | 故屋岡村             | 奥上林村                   | 奥上林村                                      | 昭和30年4月10日 綾部市に編入   | 綾部市   |
| 古和木村   |            | 明治7年 故屋岡村    | 故屋岡村             | 奥上林村                   | 奥上林村                                      | 昭和30年4月10日 綾部市に編入   | 綾部市   |
| 小中村     |            | 明治7年 故屋岡村    | 故屋岡村             | 奥上林村                   | 奥上林村                                      | 昭和30年4月10日 綾部市に編入   | 綾部市   |
| 志古田村   | 志古田村   | 明治7年 睦寄村      | 睦寄村               | 奥上林村                   | 奥上林村                                      | 昭和30年4月10日 綾部市に編入   | 綾部市   |
| 鳥垣村     |            | 明治7年 睦寄村      | 睦寄村               | 奥上林村                   | 奥上林村                                      | 昭和30年4月10日 綾部市に編入   | 綾部市   |
| 有安村     |            | 明治7年 睦寄村      | 睦寄村               | 奥上林村                   | 奥上林村                                      | 昭和30年4月10日 綾部市に編入   | 綾部市   |
| 草壁村     |            | 明治7年 睦寄村      | 睦寄村               | 奥上林村                   | 奥上林村                                      | 昭和30年4月10日 綾部市に編入   | 綾部市   |
| 長野村     |            | 明治7年 睦寄村      | 睦寄村               | 奥上林村                   | 奥上林村                                      | 昭和30年4月10日 綾部市に編入   | 綾部市   |
| 山内村     |            | 明治7年 睦寄村      | 睦寄村               | 奥上林村                   | 奥上林村                                      | 昭和30年4月10日 綾部市に編入   | 綾部市   |
| 光野村     | 光野村     | 明治7年 老富村      | 老富村               | 奥上林村                   | 奥上林村                                      | 昭和30年4月10日 綾部市に編入   | 綾部市   |
| 栃村       |            | 明治7年 老富村      | 老富村               | 奥上林村                   | 奥上林村                                      | 昭和30年4月10日 綾部市に編入   | 綾部市   |
| 市茅野村   |            | 明治7年 老富村      | 老富村               | 奥上林村                   | 奥上林村                                      | 昭和30年4月10日 綾部市に編入   | 綾部市   |
| 大唐内村   |            | 明治7年 老富村      | 老富村               | 奥上林村                   | 奥上林村                                      | 昭和30年4月10日 綾部市に編入   | 綾部市   |
| 栗村       | 栗村       | 栗村                | 栗村                 | 以久田村                   | 昭和24年7月1日 改称 豊里村                    | 昭和30年4月10日 綾部市に編入   | 綾部市   |
| 位田村     | 位田村     | 位田村              | 位田村               | 以久田村                   | 昭和24年7月1日 改称 豊里村                    | 昭和30年4月10日 綾部市に編入   | 綾部市   |
| 大畠村     | 大畠村     | 大畠村              | 大畠村               | 以久田村                   | 昭和24年7月1日 改称 豊里村                    | 昭和30年4月10日 綾部市に編入   | 綾部市   |
| 今田村     | 今田村     | 今田村              | 今田村               | 以久田村                   | 昭和24年7月1日 改称 豊里村                    | 昭和30年4月10日 綾部市に編入   | 綾部市   |
| 舘村       | 舘村       | 舘村                | 舘村                 | 以久田村                   | 昭和24年7月1日 改称 豊里村                    | 昭和30年4月10日 綾部市に編入   | 綾部市   |
| 福垣村     | 福垣村     | 福垣村              | 福垣村               | 以久田村                   | 昭和24年7月1日 改称 豊里村                    | 昭和30年4月10日 綾部市に編入   | 綾部市   |
| 三宅村     | 三宅村     | 三宅村              | 三宅村               | 以久田村                   | 昭和24年7月1日 改称 豊里村                    | 昭和30年4月10日 綾部市に編入   | 綾部市   |
| 長砂村     | 長砂村     | 長砂村              | 長砂村               | 以久田村                   | 昭和24年7月1日 改称 豊里村                    | 昭和30年4月10日 綾部市に編入   | 綾部市   |
| 小崎新田   | 小崎新田   | 小崎新田            | 小崎新田             | 以久田村                   | 昭和24年7月1日 改称 豊里村                    | 昭和30年4月10日 綾部市に編入   | 綾部市   |
| 中村       | 中村       | 中村                | 中村                 | 小畑村                     | 昭和24年7月1日 以久田村に編入 同日改称 豊里村 | 昭和30年4月10日 綾部市に編入   | 綾部市   |
| 鍛冶屋村   | 鍛冶屋村   | 鍛冶屋村            | 鍛冶屋村             | 小畑村                     | 昭和24年7月1日 以久田村に編入 同日改称 豊里村 | 昭和30年4月10日 綾部市に編入   | 綾部市   |
| 小西村     | 小西村     | 小西村              | 小西村               | 小畑村                     | 昭和24年7月1日 以久田村に編入 同日改称 豊里村 | 昭和30年4月10日 綾部市に編入   | 綾部市   |
| 物部村     | 物部村     | 物部村              | 物部村               | 物部村                     | 物部村                                        | 昭和30年4月10日 綾部市に編入   | 綾部市   |
| 白道路村   | 白道路村   | 白道路村            | 白道路村             | 物部村                     | 物部村                                        | 昭和30年4月10日 綾部市に編入   | 綾部市   |
| 新庄村     | 新庄村     | 新庄村              | 新庄村               | 物部村                     | 物部村                                        | 昭和30年4月10日 綾部市に編入   | 綾部市   |
| 赤目坂村   | 赤目坂村   | 明治9年 西坂村      | 西坂村               | 物部村                     | 物部村                                        | 昭和30年4月10日 綾部市に編入   | 綾部市   |
| 西保村     |            | 明治9年 西坂村      | 西坂村               | 物部村                     | 物部村                                        | 昭和30年4月10日 綾部市に編入   | 綾部市   |
| 中村       | 中村       | 明治9年 志賀郷村    | 志賀郷村             | 志賀郷村                   | 志賀郷村                                      | 昭和30年4月10日 綾部市に編入   | 綾部市   |
| 志賀町     |            | 明治9年 志賀郷村    | 志賀郷村             | 志賀郷村                   | 志賀郷村                                      | 昭和30年4月10日 綾部市に編入   | 綾部市   |
| 志賀村     |            | 明治9年 志賀郷村    | 志賀郷村             | 志賀郷村                   | 志賀郷村                                      | 昭和30年4月10日 綾部市に編入   | 綾部市   |
| 池村       |            | 明治9年 志賀郷村    | 志賀郷村             | 志賀郷村                   | 志賀郷村                                      | 昭和30年4月10日 綾部市に編入   | 綾部市   |
| 金河内村   | 金河内村   | 明治9年 両河内村    | 両河内村             | 志賀郷村                   | 志賀郷村                                      | 昭和30年4月10日 綾部市に編入   | 綾部市   |
| 坊河内村   |            | 明治9年 両河内村    | 両河内村             | 志賀郷村                   | 志賀郷村                                      | 昭和30年4月10日 綾部市に編入   | 綾部市   |
| 向田村     | 向田村     | 向田村              | 向田村               | 志賀郷村                   | 志賀郷村                                      | 昭和30年4月10日 綾部市に編入   | 綾部市   |
| 遅岫村     | 遅岫村     | 遅岫村              | 遅岫村               | 志賀郷村                   | 志賀郷村                                      | 昭和30年4月10日 綾部市に編入   | 綾部市   |
| 別所村     | 別所村     | 別所村              | 別所村               | 志賀郷村                   | 志賀郷村                                      | 昭和30年4月10日 綾部市に編入   | 綾部市   |
| 西方村     | 西方村     | 西方村              | 西方村               | 志賀郷村                   | 志賀郷村                                      | 昭和30年4月10日 綾部市に編入   | 綾部市   |
| 内久井村   | 内久井村   | 内久井村            | 内久井村             | 志賀郷村                   | 志賀郷村                                      | 昭和30年4月10日 綾部市に編入   | 綾部市   |
| 石原村     | 石原村     | 石原村              | 石原村               | 佐賀村                     | 佐賀村                                        | 昭和31年9月30日 綾部市に編入   | 綾部市   |
| 小貝村     | 小貝村     | 小貝村              | 小貝村               | 佐賀村                     | 佐賀村                                        | 昭和31年9月30日 綾部市に編入   | 綾部市   |
| 私市村     | 東部       | 私市村              | 私市村               | 佐賀村                     | 佐賀村                                        | 昭和31年9月30日 綾部市に編入   | 綾部市   |
| 私市村     | 西部       | 私市村              | 私市村               | 佐賀村                     | 佐賀村                                        | 昭和31年9月30日 福知山市に編入 | 福知山市 |
| 報恩寺村   | 報恩寺村   | 報恩寺村            | 報恩寺村             | 佐賀村                     | 佐賀村                                        | 昭和31年9月30日 福知山市に編入 | 福知山市 |
| 印内村     | 印内村     | 印内村              | 印内村               | 佐賀村                     | 佐賀村                                        | 昭和31年9月30日 福知山市に編入 | 福知山市 |
| 山野口村   | 山野口村   | 山野口村            | 山野口村             | 佐賀村                     | 佐賀村                                        | 昭和31年9月30日 福知山市に編入 | 福知山市 |

## 行政
歴代郡長
| 代 | 氏名 | 就任年月日                | 退任年月日                | 備考                   |
| -- | ---- | ------------------------- | ------------------------- | ---------------------- |
| 1  |      | 明治11年（1879年）4月10日 |                           |                        |
|    |      |                           | 大正15年（1926年）6月30日 | 郡役所廃止により、廃官 |